# Amt Wörth (Löwenstein-Wertheim)
Das Amt Wörth war ein Amt des Fürstentums Löwenstein-Wertheim und im Großherzogtum Hessen.

## Funktion
In der Frühen Neuzeit waren Ämter eine Ebene zwischen den Gemeinden und der Landesherrschaft. Die Funktionen von Verwaltung und Rechtsprechung waren hier nicht getrennt. Dem Amt stand ein Amtmann vor, der von der Landesherrschaft eingesetzt wurde. 

## Geschichte
Mit der Rheinbundakte 1806 wurde das Amt Wörth des Fürstentums Löwenstein-Wertheim Teil des Großherzogtums Hessen und hier der Provinz Starkenburg. Der Fürst von Löwenstein-Wertheim übte jedoch weiterhin in dem von ihm zuvor regierten Gebiet Hoheitsrechte aus, das staatliche Gewaltmonopol war hier geteilt. Das Großherzogtum Hessen und das Königreich Bayern schlossen unter dem 30. Juni 1816 einen Vertrag, mit dem verschiedene Gebietsteile ausgetauscht wurden. Dabei wurde das Amt Wörth an Bayern abgetreten.

## Umfang
Zu dem Amt Wörth gehörten die Gemeinden:
- Wörth am Main
- Trennfurt